# Zakaplicze
Zakaplicze (biał. Закаплічча; ros. Закапличье) – wieś na Białorusi, w obwodzie brzeskim, w rejonie iwacewickim, w sielsowiecie Dobromyśl
W dwudziestoleciu międzywojennym leżało w Polsce, w województwie nowogródzkim; do 22 stycznia 1926 w powiecie słonimskim, następnie w powiecie baranowickim; w gminie Dobromyśl. Po II wojnie światowej w granicach Związku Sowieckiego. Od 1991 w niepodległej Białorusi.